# Turquant
Turquant é uma comuna francesa na região administrativa da Pays de la Loire, no departamento de Maine-et-Loire. Estende-se por uma área de 7,86 km². Em 2010 a comuna tinha 582 habitantes (densidade: 74 hab./km²).